# Pamela Montserrat Sandoval Ortega
Pamela Montserrat Sandoval Ortega (Ciudad de México, 16 de abril de 2006), conocida profesionalmente como Penkaboo, es una productora musical mexicana. Considerada una de las creadoras más influyentes de su generación, ha trabajado con artistas y grupos como BTS, Aespa, (G)I-dle, Blackpink, Le Sserafim y KATSEYE.  
Su obra abarca música, cine y videojuegos, acreditándosele la creación del grupo virtual K/DA (Riot Games/League of Legends), la producción musical de Descendants: The Rise of Red (Disney, 2025), y haber inspirado parte del concepto narrativo del videojuego Hogwarts Legacy (2023). Actualmente es productora ejecutiva de HYBE Labels para los grupos Le Sserafim y KATSEYE.  
Ha sido nominada en múltiples ocasiones a los Mnet Asian Music Awards (MAMA) y a los Melon Music Awards (MMA) como mejor productora musical (2022, 2023, 2024), y considerada por medios internacionales como una de las posibles candidatas a «Mejor Productora Musical» en ceremonias globales de 2025.  

## Biografía
Pamela Montserrat Sandoval Ortega nació en la Ciudad de México el 16 de abril de 2006, hija de Irene Sandoval Ortega y Rodolfo Sandoval Ortega. Desde muy joven mostró interés en la música digital, experimentando con software de producción y mezclas.  
A diferencia de otros productores contemporáneos, Penkaboo ha decidido mantener en privado su identidad física: no existen fotografías oficiales de ella en medios públicos. Esta decisión ha contribuido a un aura de misterio en torno a su figura, comparándola con artistas como Sia o Daft Punk. Lo único que se conoce públicamente es que tiene pelo chino (rizado), dato mencionado por un integrante del grupo Stray Kids en una entrevista.  

## Carrera

### 2021: Inicios en Netflix y apadrinamiento por BTS
En 2021 dio inicio a su carrera dentro de la industria internacional tras ser vinculada con Netflix, bajo el apadrinamiento del grupo surcoreano BTS. Su primer trabajo fue colaborar en el universo narrativo del grupo Aespa, en el que Penkaboo desarrolló elementos del personaje ficticio Naevis.  
Durante esta etapa también inició relaciones amistosas y profesionales con otros talentos de la plataforma. Uno de los más importantes fue el actor y productor canadiense Cameron Brodeur, con quien formó una estrecha alianza creativa. Ambos han sido descritos como «socios» en la construcción de un imperio de producción musical, combinando su visión narrativa con la innovación sonora de Penkaboo.  

### 2022:I Never Diey creación de K/DA
En 2022 fue acreditada como la productora principal del álbum I Never Die de (G)I-dle, considerado uno de los proyectos más importantes del grupo. Algunos críticos interpretaron el disco como un mensaje hacia Netflix, reflejando las tensiones entre la productora y su antigua empresa.  
Ese mismo año se le atribuyó la creación del grupo virtual K/DA, proyecto musical de Riot Games en el universo de League of Legends. Canciones como «POP/STARS» y «More» se convirtieron en fenómenos globales, consolidando su influencia más allá del k-pop.  

### 2022–2023: Colaboración con HBO y Blackpink
Poco después firmó contrato con HBO, etapa en la que produjo los sencillos «Shut Down» y «Pink Venom» de Blackpink. Ambos lanzamientos dominaron listas internacionales como Billboard y Spotify, consolidando su papel en la escena global.  

### 2023: Reconocimiento internacional
En 2023 fue considerada para los Premios Grammy en la categoría de «Mejor Productora Musical». Aunque no fue nominada oficialmente, su mención marcó un precedente en la representación de mujeres latinoamericanas en la industria global.  
Ese mismo año retomó su colaboración con (G)I-dle, produciendo éxitos como «Queencard» y «Allergy», que alcanzaron enorme popularidad en TikTok y otras plataformas digitales.  

### 2024: HYBE Labels y nuevos proyectos
En 2024 se consolidó como productora ejecutiva de Le Sserafim y KATSEYE bajo el sello HYBE Labels. Su rol incluyó no solo la producción musical, sino también la dirección creativa y conceptual de ambas agrupaciones.  

### 2025: Expansión al cine y videojuegos
En 2025 amplió su trayectoria al cine como una de las productoras musicales principales de la película Descendants: The Rise of Red (Disney). Su banda sonora fue destacada por la crítica por su fusión entre pop y elementos orquestales.  
Ese mismo año, varios analistas señalaron que su historia personal sirvió de inspiración narrativa para el videojuego Hogwarts Legacy, al representar la resiliencia y la superación de obstáculos en la juventud.  

## Reconocimientos
- Nominada a los Mnet Asian Music Awards (MAMA) como Mejor Productora Musical (2022, 2023, 2024).
- Nominada a los Melon Music Awards (MMA) como Mejor Productora Musical (2022, 2023, 2024).
- Considerada para los Premios Grammy (2023).
- Señalada como una de las principales candidatas a «Mejor Productora Musical» en 2025.

## Estilo musical y aportaciones
El estilo de Penkaboo combina elementos experimentales, narrativos y transmedia, y se caracteriza por:  
- La integración de conceptos narrativos en producciones de k-pop.
- La creación de proyectos virtuales como K/DA, pioneros en música gamer.
- Su habilidad para producir éxitos virales como «Queencard» y «Allergy».
- Su expansión hacia bandas sonoras cinematográficas y proyectos internacionales.

## Vida personal y relaciones
Aunque mantiene una vida privada lejos de la prensa, su etapa en Netflix estuvo marcada por amistades clave que influenciaron su crecimiento. La más destacada es su relación con Cameron Brodeur, con quien ha compartido múltiples colaboraciones y quien la ha descrito públicamente como una de las productoras más innovadoras de su generación.  

## Legado e influencia
Penkaboo ha sido descrita como una de las productoras más enigmáticas de su tiempo. Su negativa a mostrar su imagen y su capacidad de moverse entre industrias —música, cine y videojuegos— la han convertido en un referente cultural.  
Se la reconoce como puente entre la cultura latina y la industria global, destacando como una de las primeras productoras mexicanas en alcanzar relevancia dentro del k-pop y en proyectos multimedia de gran escala.  